# Sutcliffe (Band)
Sutcliffe ist eine Instrumental-Band aus Nürnberg/Weißenburg. Der Stil der Band umfasst die Bandbreite Americana bis Avantgarde und wird auch als „instrumentaler Kopfkino-Soundtrack“ bezeichnet.

## Geschichte
2002 wurde Sutcliffe von Michael Albrecht, Joe Brugger und Markus Hofer gegründet und 2004 durch Mel Albrecht und Jupp Colt komplettiert. Im Jahr 2007 erschien die erste EP, und die Band begann Konzerte zu geben.
Zwei Jahre später erschien der erste Longplayer Sutcliffe, der beim Label Beste!Unterhaltung im Vertrieb Broken Silence veröffentlicht wurde.
2010 folgte das Hybrid-Album Mom, Where Are the Seahorses? das thematisch dreigeteilt ist. Es befinden sich darauf nicht mehr ausschließlich Instrumentalnummern, sondern die Band hat den musikalischen Kosmos konsequent erweitert. So befinden sich neben neuen Instrumentalstücken und drei Remixen auch drei Stücke mit Gesang. Diese wurden u. a. auch dem ersten Longplayers entliehen, dafür umgearbeitet und mit Gesangsspuren versehen. An der Fertigstellung des Albums wirkten die Weißenburger Sängerin Diana Franz und der Münchner Songwriter Phil Vetter mit, die jeweils einen Gesangspart beisteuerten, sowie der Trompeter Armin Leickert, der die Bläserparts verantwortete.
Die Musik der Band wird immer wieder für verschiedene Fernseh- und Rundfunkbeiträge verwendet. 2012 vertonte Sutcliffe unter anderem den Kurzfilm Rauchzeichen des Regisseurs Gabriel Borgetto, eine Produktion des Ateliers Ludwigsburg-Paris. Der Kurzfilm war unter anderem auf dem Kultursender ARTE zu sehen.
2012 veröffentlichte Sutcliffe das Album III, das stilistisch die musikalisch logische Fortentwicklung der Vorgänger-Alben darstellt. Aus diesem Album wurde Ever Wonder mit der Sängerin Gudrid Hansdottir von den Färöer-Inseln, als Single ausgekoppelt. Der 2. Song der Single-Auskopplung „The Mexican“ wurde unter anderem 2017 bei einem Beitrag des Kulturmagazin Kulturzeit des Senders 3sat über den Umgang der damaligen US-amerikanischen Trump-Regierung mit der Situation an der mexikanischen Grenze verwendet.
SWR und Bayerischer Rundfunk haben die Band in Sendungen wie on3-südwild vorgestellt. Bei den Kritikern wird die Band gerne in einem Atemzug mit den amerikanischen Bands Calexico und Friends of Dean Martinez genannt und auch gerne in den Musikkosmos von Kult-Regisseur Quentin Tarantino gerückt.
2014 stieg Jupp Colt aus der Band aus und Andreas Schock besetzt fortan dessen Platz.
2023 erschien, elf Jahre nach der letzten Veröffentlichung das Album  Marie Byrd Land.

## Diskografie
Alben
- 2009: Sutcliffe
- 2010: Mom, Where Are the Seahorses?
- 2012: III
- 2023: Marie Byrd Land

EPs
- 2007: Kopfkino

Singles
- 2012: Ever Wonder (feat. Gudrid Hansdottir)